# Přehon
Přehon je přírodní památka u Chvalnova v okrese Kroměříž. Důvodem ochrany je ostrůvek teplomilné květeny s hojným výskytem záhořanky žluté (Odontites luteus).